# 南の島のハメハメハ大王
「南の島のハメハメハ大王」（みなみのしまのハメハメハだいおう）は、伊藤アキラ作詞、森田公一作曲の童謡。別題は「ハメハメハ大王」。

## 概要
国王一家を始め、島民全体が「ハメハメハ」という名をもつ、不思議な南国の島の様子を歌った楽曲。NHKの『みんなのうた』や『おかあさんといっしょ』、キッズステーションの『けんたろうとミクのワイワイキッズ』などで放送された。
『みんなのうた』では、1976年4月 - 5月放送。歌はイラストレーターでタレントの水森亜土と、森田公一門下のグループであるトップギャラン。なお作詞の伊藤アキラと作曲の森田公一は、本曲が『みんなのうた』初登板となる。映像は「スタジオ・ノーヴァ」製作の人形劇で、国王一家は紐を使って表現している。
同時期に放送された「山口さんちのツトム君」と共に、『みんなのうた』での放送後大きな反響があった曲の一つである。
本放送後、わずか2箇月後の1976年8月 - 9月に再放送、その後も何度か再放送されている。
発表当時、水森の歌は東芝EMI（現：ユニバーサルミュージック）から「山口さんちのツトム君」との両A面シングルとして発売された。
2022年8月 - 9月には、みんなのうた61年目の企画「名曲カバー」の第1弾としてSAKANAMONによる本曲のカバーが放送される。アニメーションはAC部が担当。みんなのうたでカバー曲が発表されるのは2002年に放送された平井堅の「大きな古時計」以来20年ぶりとなる。

## カバー
- 堀江美都子、こおろぎ'73（日本コロムビア版カバー。初出は1976年発売の川橋啓史のシングル「山口さんちのツトム君」（日本コロムビア版）のB面）
- 小鳩くるみ（ビクターエンタテインメント版カバー。初出は1976年発売の小鳩のシングル「山口さんちのツトム君」のB面）
- 上條恒彦（キングレコード版カバー. 1991年発売『南の島のハメハメハ大王』などに収録）
- のこいのこ、ブレッスンフォー（キャニオン版カバー。1976年発売『「NHKみんなのうた」より ゴクロウサン』（E-1026）収録）
- ドリーミング（1991年発売『アンパンマンがえらんだこどものうた』など、複数のCDに収録）
- 東京放送児童合唱団（日本コロムビア版カバー. 1996年発売『ママとデュエット どうよう②～さっちゃん・ふしぎなポケット～』に収録）
- 速水けんたろう（1999年ポニーキャニオン発売、けんたろうとミクのワイワイキッズ『けんたろうお兄さんのあそびうた』に収録。）
- 石川梨華、里田まい、ココナッツ娘。、大谷雅恵、石井リカ、藤本美貴（2002年発売『ザ・童謡ポップス3 夏のうた集』に収録）
- 田中星児（ビクターエンタテインメント版カバー. 2005年発売『＜COLEZO!TWIN＞田中星児』などに収録）
- イノトモ（2005年発売『わたげのお散歩』収録）
- ヒックスウィルと堂島孝平（2008年発売『一緒にうたおう!NHKみんなのうた〜おとなver.〜』収録）
- 四街道少年少女合唱団クローバークラス（2008年発売『一緒にうたおう!NHKみんなのうた〜こどもver.〜』収録）
- ROCO（2010年発売『こどもじゃず その2』収録）
- マユミーヌ（2012年発売『みんなのうた』収録）
- 高橋秀幸、宮本佳那子（2014年発売『おやこでいっしょに♪どうよう』などに収録）

## 収録アルバム
- NHKみんなのうた大全集 恋するニワトリ～おふろのうた（1985年）